# Szomrak Khamszing
Szomrak Khamszing (thai nyelven สมรักษ์ คำสิงห์, angolos átírással Somluck Kamsing) (1973. január 16. –) thai amatőr ökölvívó. Az első thaiföldi sportoló, aki aranyérmet szerzett az olimpiai játékokon. 2006-ban szerepelt a Félelem nélkül című film rendezői változatában.

## Eredményei
- 1996-ban olimpiai bajnok pehelysúlyban. A negyeddöntőben az akkor éppen orosz színekben versenyző Ramaz Palianit, az elődöntőben az argentin Pablo Chacónt, a döntőben a bolgár Szerafim Todorovot győzte le.